# Куцев, Владимир Николаевич
Владимир Николаевич Куцев (5 апреля 1954, Бендеры, Молдавская ССР) — советский футболист, нападающий. Советский и украинский судья, украинский и российский инспектор футбольных матчей.
В 1971 году дебютировал в дубле «Молдовы» Кишинёв. В 1972—1975 за «Нистру» провёл 67 матчей, забил 4 гола (в 1974 году в высшей лиге — 9 матчей). 1976 год провёл во второй лиге в составе СКА Одесса. В 1977—1980 годах выступал за «Днепр» Днепропетровск, в 1981 году провёл две игры за «Колос» Никополь в первой лиге, в 1982—1983 — 32 игры в высшей лиге за «Шахтёр» Донецк. Завершил карьеру в 1984—1985 годах в команде второй лиги «Прикарпатье» Ивано-Франковск.
Судья республиканской категории. В 1989 года обслуживал матчи второй и второй низшей лиг СССР. В 1993—1999 годах в качестве главного судьи провёл 47 матчей чемпионата Украины. Затем — инспектор матчей соревнований Украины и Крыма.
Брат Вячеслав (род. 1952) — футболист, Анатолий (1959—2016) — футболист, тренер, судья.